# Sybrand van Haersma Buma
Sybrand van Haersma Buma (nederländskt uttal: [ˈsibrɐnt vɐn ˈɦaːrsmɐ ˈbymɐ]), Född 30 juli 1965, är en nederländsk kristdemokratisk politiker. Sedan 23 maj 2002 är han ledamot av det nederländska parlamentet, Generalstaternas andra kammare. 12 oktober 2010 valdes Van Haersma Buma till gruppledare center-högerpartiet Kristdemokratisk appell och blev dess partiledare 18 maj 2012. Hans policyfokus är frågor som rör rättsväsendet och säkerhetspolitiken.